# 天狗飛脚
『天狗飛脚』（てんぐひきゃく）は、1949年（昭和24年）1月4日公開の日本映画である。大映製作。監督・脚本は丸根賛太郎、主演は市川右太衛門。モノクロ、スタンダード、検閲認証番号 : M12671。

## あらすじ
歴史ある飛脚屋の天狗屋だが、商売敵の亀屋に飛脚を引き抜かれ、残ったのは役にたたない辰、六助、太平だけ。三人が飲み屋で飲んでいると、亀屋の飛脚たちが神田明神までの駆け比べを持ちかける。そこに酔客の長太が酒代を払ってくれるならと代走を申し出る。出遅れたうえ、水を飲みに戻ってまた出ていったのにプロの飛脚を負かしたあっさり負かした長太。天狗屋の三人は仲間に誘うが長太は断る。そこに、蘭学医の溝呂木仁斉が子供の熱病の解熱剤を大阪まで取りに行ってもらえないかと頼みに来る。子供が好きな長太は今回限りと引受け、東海道を往復６日のスピードで薬を持って帰ってきた。長太の韋駄天ぶりはたちまち町の噂となり、天狗屋に残り、娘のおしゅんとも恋仲になる。
その頃、江戸市中を荒らし回る俊足の怪盗がいた。同心の桝屋九内は犯人に負けないくらい足の早い人間を探した結果、源七という男を目明かしとして雇う。実はこの源七こそ問題の盗賊で、犯人は長太だという噂を流したうえで、長太を召し捕らえる。
しかし、長太は走って逃げ、逆に源七が盗賊であるという証拠を掴んで九内に渡す。
その頃、長太が仲良くしていた平太郎という子供が熱病に罹る。仁斉の依頼で天狗屋は辰に薬代三千両を持たせて大阪に遣わす。その情報を知った亀屋は先に薬を手に入れて高値で売ろうと八五郎を大阪に走らせる。一方、正体がばれた源七も東海道を西走。途中、八五郎、辰の持っていた金も奪って逃げる。しかし、大阪直前で長太は源七に追いつき捕縛、薬も無事手に入れるのだった。

## スタッフ
- 企画：奥田久司[2]
- 脚本・監督：丸根賛太郎[2]
- 撮影：川崎新太郎[2]、田中省三
- 照明：島﨑壹貳[2]、中岡源権
- 美術：川村鬼世志[2]
- 録音：海原幸夫[2]、倉島暢
- 編集：宮田味津三[2]
- 音楽：深井史郎[2]
- 助監督：宮川孝至[2]、村上博司[2]
- 装置：吉原多助
- 装飾：松本春造
- 背景：太田多三郎
- 記録：牛田二三子
- 衣裳：吉実レマ
- 美粧：佐藤宇之助
- 結髪：花谷花子
- スチール：浅田延之助
- 演技事務：中村元次郎
- 進行：村井頼男
- 製作主任：黒田豊

## キャスト
- 天狗の長太：市川右太衛門[2]
- 溝呂木仁斉：小杉勇[2]
- へちまの辰：羅門光三郎[2]
- 桝屋九内：志村喬[2](東宝)
- おしゅん：相馬千恵子[2]
- お蝶：近松里子[2]
- おえい：澤村貞子[2]
- 平太郎：澤村マサヒコ[2]
- 目明し源七：石黒達也[2]
- 金佛の六助：原健作[2]
- 大黒屋勘兵衛：香川良介[2]
- 浪華屋伝兵衛：上田吉二郎[2]
- 天狗屋佐吾兵衛：荒木忍[2]
- もぐらの太平：加東大介[2]
- 木枯らしの八五郎：光岡龍三郎[2]
- 亀屋蜂左衛門：東良之助[2]
- まっしぐらの甚九郎：上田寛[2]
- 文太：坂東要二郎[2]
- 佐藤久馬：伊達三郎[2]
- 小田切小助：柴田大順[2]
- 隼の市兵衛：玉置一惠[2]
- 槍の勘次：福井隆二[2]
- 追風の丹吉：堀北幸夫[2]
- しぐれの仁助：越川一[2]
- つばくろの雁三：加賀美健一[2]
- 駕屋・甲：清水明[2]
- 駕屋・乙：玉村俊太郎[2]
- 駕屋・丙：生方研二[2]
- 駕屋・丁：泉秀夫[2]